# Via Lucis
Der Via Lucis (lateinisch via lucis „Weg des Lichtes“, „Lichtweg“) ist eine relativ neue Andachtsform in der römisch-katholischen Kirche. Sie ist nach dem Vorbild des Kreuzwegs (Via crucis) gestaltet und hat Ereignisse um Ostern zum Gegenstand. Der Lichtweg entstand in den 1990er-Jahren im Umfeld der Salesianer Don Boscos. Mittlerweile wird diese Andacht auch im Rahmen von Weltjugendtreffen gehalten und es entstehen Andachtswege mit vierzehn Stationen (mitunter auch nur sieben).

## Die Stationen
Der Lichtweg umfasst vierzehn Stationen mit Ereignissen von Ostern bis Pfingsten.
Eröffnung des Lichtwegs
1. Station: Der Gekreuzigte ist auferstanden
2. Station: Die Jünger finden das leere Grab
3. Station: Der Auferstandene erscheint Maria aus Magdala
4. Station: Auf dem Weg nach Emmaus
5. Station: Am Brechen des Brotes erkannten sie ihn
6. Station: Sie freuten sich, als sie den Herrn sahen
7. Station: Der Herr verheißt den Heiligen Geist als Beistand
8. Station: Der Auferstandene stärkt Thomas im Glauben
9. Station: Der Auferstandene erscheint am See von Tiberias
10. Station: Der Auferstandene überträgt Petrus das Hirtenamt
11. Station: Christus sendet seine Jünger in alle Welt
12. Station: Der Auferstandene kehrt zu seinem Vater zurück
13. Station: Mit Maria im Gebet vereint
14. Station: Der Auferstandene sendet den Heiligen Geist

Abschluss des Lichtweges